# Valeri Gopin
Valeri Gopin   (Seltsó (Briansk), 8 de maig de 1964) és un jugador d'handbol rus, ja retirat, que va competir durant les dècades de 1980 i 1990.
El 1988, representant la Unió Soviètica, va prendre part en els Jocs Olímpics d'Estiu de Seül, on guanyà la medalla d'or en la competició d'handbol. Quatre anys més tard, als Jocs de Barcelona, com a membre de l'Equip Unificat, revalidà la medalla de d'or en la mateixa competició. El 1996, als Jocs d'Atlanta, formant part de la selecció russa, fou cinquè.
En el seu palmarès també destaquen quatre medalles al Campionat del món d'handbol, d'or el 1993 i 1997 i de plata el 1990 i 1999; així com dues medalles al Campionat d'Europa, de plata el 1994 i d'or el 1996.
A nivell de clubs jugà al Polet de Txeliàbinsk (1981-1991), BM Màlaga (1991-1994), Merano (1994-1995) i Gummersbach. Es retirà el 2003. Posteriorment passà a exercir d'entrenador en diferents equips.